# Гриніченко Юрій Володимирович
Ю́рій Володи́мирович Гриніче́нко — полковник Служби безпеки України. Входить до складу керівництва Управління державної охорони України, Федерації панкратіону України, Федерації Хортингу України, проживає у місті Київ, з 2002-го — голова тренерської ради. Станом на січень 2015-го — керівник самостійного підрозділу УДО, міжнародний експерт з підготовки тілоохоронців та спецпідрозділів антитеррору.

## Нагороди
За особисту мужність і героїзм, виявлені у захисті державного суверенітету та територіальної цілісності України, вірність військовій присязі під час бойових дій та при виконанні службових обов'язків, відзначений — нагороджений державними нагородами:
- 10 жовтня 2015 року — почесним званням «Заслужений працівник фізичної культури і спорту України».
- 18 грудня 2012 року — «Заслужений тренер України».
- 16 серпня 2006 року — Офіційний міжнародний майстер-експерт з бойових мистецтв.
- 24 червня 2007 року — Гранд-майстер 8 дану.